# Vladimír Vondráček (ragbista)
Vladimír „Mirek“ Vondráček (*21. července 1924 – ?) byl československý a český sportovec, mistr Evropy v basketbalu z roku 1946 a pozdější hráč a trenér patnáctkového ragby. 

## Sportovní kariéra
Byl rodákem z pražských Vinohrad. Cvičit začal ve svých 4 letech v sokolovně v Riegrových sadech. Začínal s gymnastikou, od které přešel k atletice a ke kolektivním sportům. Do dálky skákal přes 6 metrů a 400 m překážek zvládal pod jednu minutu. Basketbal (košíkovou), národní házenou hrál od svých 14 let.

### Basketbal
V období protektorátu po roce 1939 byla zrušena sokolská tělovýchovná jednotka a basketbal začal hrát za tovární klub SK Philips. Po skončení druhé světové války se dostal do československé reprezentace a v roce 1946 byl nominován do týmu startujícího na Mistrovství Evropy v Ženevě. Ke svému zařazení do týmu později uvedl: "Já byl v mužstvu, protože jsem uměl rychle běhat, vyskočit a míč donést..." Ke hře samotné uvedl, že ve čtyřicátých letech padalo v basketbalu daleko méně košů, protože se bránilo tvrději, podobně jako v házené. Minimálně se střílelo z dálky. Mrzelo ho, že nenastoupil ve finále. Semifinálový zápas proti Maďarsku se mu nepovedl a trenér František Hájek ho nechal ve finále proti Itálii sedět na lavičce. Ve čtyřicátých a padesátých letech dvacátého století se střídalo pouze v případě zranění, jinak hrála po celý zápas základní sestava. Československo první poválečné mistrovství Evropy vyhrálo. V roce 1947 na mistrovství Evropy vybojoval s basketbalovým týmem před domácím publikem v Praze druhé místo.

### Ragby
Civilním zaměstáním byl hygienik a přes práci ho kolega hygienik Jan Kudrna přivedl v roce 1951 na ragbyový trénink. Hrál za Spartak AZKG dnešní Pragovku. V roce 1955 získal s klubem první titul republikového mistra a celkově za kariéru 4. V reprezentaci odehrál mezi lety 1954-1964 13 zápasů. Po skončení aktivní sportovní kariéry se věnoval trenérské práci.

## Trenérská práce
Trenérské práci se věnoval již jako aktivní hráč v Pragovce. V roce 1967 si ho vybral jako svého asistenta do československé reprezentace Milan Pětroš. V únoru 1968 Petroš na vlastní žádost, ze své pozice abdikoval a vedení ragbyové sekce ČSTV navrhlo pozici šéftrenéra reprezentace jemu. Nabídku přijal a reprezentaci vedl až do června roku 1972, kdy Československo sestoupilo po domácí porážce s Rumunskem 3:22 do druhé divize Poháru národů.
Na podzim 1972 přijal po náhlém úmrtí trenéra Alfonse Zedy nabídku vést ambiciózní pražský ragbyový oddíl TJ ČKD Tatra Smíchov. Klub se za jeho trenérského vedení vypracoval ze spodku ligové tabulky mezi nejlepší československé ragbyové kluby. S TJ Pragou doháněli v druhé polovině sedmdesátých let suverénní moravský ragbyový klub TJ Vyškov. Nejblíže měl s Tatrovkou k titulu v sezóně 1978/1979, když prohráli rozhodující zápas 17. kola ve Vyškově o titul 3:4 a skončili druzí. S týmem Tatry Smíchov se rozloučil po sezóně 1979/1980 a svoji pozornost zaměřil k novému projektu budování ragbyového stánku TJ Motorlet Praha v pražských Petrovicích.